# Retentiegebied

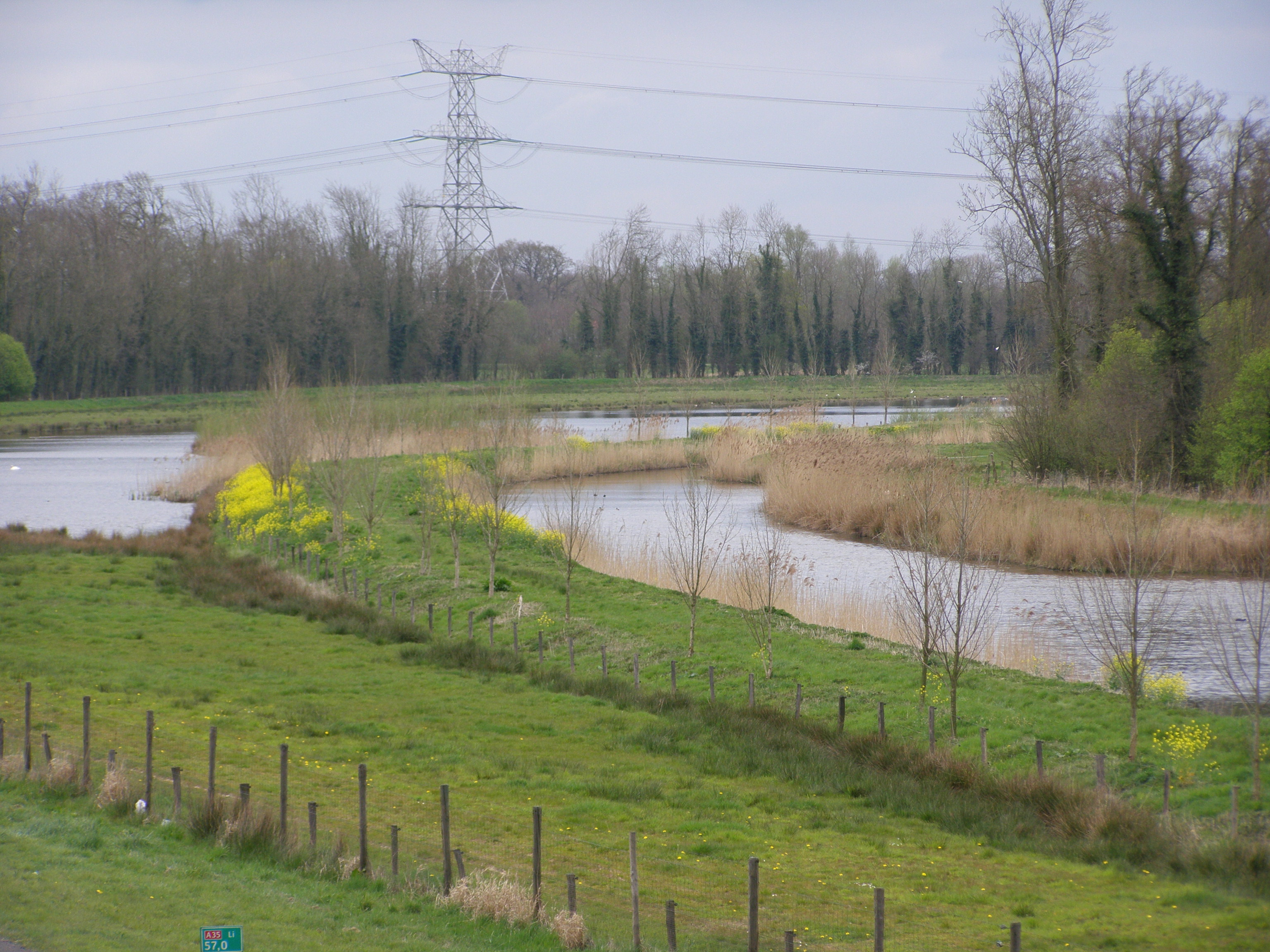
Het retentiegebied Woolde ten westen van Hengelo

Retentiegebied is de aanduiding voor een gebied waar het water bij hevige regenval tijdelijk geborgen kan worden, met het doel stroomafwaarts gelegen gebieden te vrijwaren van overstromingen. 
Een retentiegebied heeft een oppervlakte van een tot vijftig hectare en kan al gauw 10.000 kubieke meter water bergen. Gebieden boven deze grens worden waterbergingsgebieden genoemd.
Een retentiebekken bestaat in de regel uit een aarden dam, een knijpduiker en een noodoverlaat.
In verband met de verwachte gevolgen van de opwarming van de aarde heeft sinds het jaar 2000 het aanleggen van retentiegebieden voor incidentele waterberging een hoge vlucht genomen. In bijvoorbeeld Twente zijn een kleine honderd van deze gebieden ingericht.